# Prilocaïne
La prilocaïne est un anesthésique local de la famille des amino-amides, commercialisée principalement sous forme d'anesthésique de surface en association avec la lidocaïne (type EMLA). Sa forme injectable est utilisée essentiellement par les dentistes souvent associée à l'adrénaline sous le nom de spécialité de Citanest (30 et 40 mg/ml). Elle se dégrade en o-toluidine ce qui l'a contre-indique en cas de méthémoglobinémie.